# Gorisella
Gorisella es un género de foraminífero bentónico de la subfamilia Polymorphininae, de la familia Polymorphinidae, de la superfamilia Polymorphinoidea, del suborden Lagenina y del orden Lagenida. Su especie-tipo es Caudina linter. Su rango cronoestratigráfico abarca el Mioceno medio.

## Discusión
Clasificaciones previas incluían Gorisella en la superfamilia Nodosarioidea.

## Clasificación
Gorisella incluye a la siguiente especie:
- Gorisella linter †